# Askvolls kommun
Askvolls kommun (norska: Askvoll kommune) är en kommun i landskapet Sunnfjord i Vestland fylke i västra Norge. Kommunens centralort är tätorten Askvoll.
Innan 2020 hörde kommunen till dåvarande Sogn og Fjordane fylke.

## Tätorter
Det finns bara en ort i kommunen som definieras som tätort  (tettsted) och det är Askvoll med 560 invånare (2011), som är säte för kommunens administration.

## Socknar
Inom Norska kyrkan motsvaras Askvolls kommun av Askvolls socken i Sunnfjords prosteri i Bjørgvins stift.